# Ursynów
Ursynów è la frazione posta più a sud della città di Varsavia, capitale della Polonia. Con una superficie di 44,6 km² è la terza maggiore frazione della città, e comprende l'8,6% dell'area cittadina. La frazione ha una popolazione di circa 148 000 abitanti, ed è una delle frazioni in cui la popolazione cresce più velocemente delle altre: circa il 25% della popolazione ha meno di 18 anni.
La parte orientale di Ursynów è stata completamente occupata da pesanti agglomerati di appartamenti, mentre le parti occidentale e meridionale sono spesso chiamate la Verde Ursynów, per la minore densità di popolazione e per gli ampi spazi aperti e aree verdi. La frazione è considerata la "stanza da letto di Varsavia", perché è sede di un quarto delle costruzioni della città che sono avvenute dopo il 1989. La recente Metropolitana di Varsavia ha come capolinea meridionale proprio Ursynów.
L'estremità sud di Ursynów comprende la Foresta Stefan Starzyński Kabaty, che si estende per più di 9,2 km². Nella zona è ubicata anche la riserva naturale Skarpa Ursynowska. Tra le altre attrazioni sono da menzionare la Vistola, il palazzo Natolin e la mostra dei cavalli istituita nel 1939, che ospita più di 700 razze ogni anno.
Nel quartiere sorge il Palazzo Krasiński, sede dell'Università di Varsavia di scienze della vita.